# 돌아메바과
돌아메바과(Thecamoebidae)는 돌아메바목(Thecamoebida)에 속하는 아메바류의 유일한 과이다.

## 하위 속
- 돌아메바속 (Thecamoeba)
- Sappinia